# 大相撲平成25年1月場所
大相撲平成25年1月場所（おおずもうへいせい25ねん1がつばしょ）は、2013年1月13日(日)から1月27日(日)まで両国国技館で開催された大相撲本場所。
幕内最高優勝は、横綱・日馬富士（15戦全勝・5回目）

## 場所前の話題など
把瑠都が大関から陥落し、大関復帰なるかどうかが注目された。また、先場所11勝4敗の好成績を挙げた豪栄道の大関獲りの足固めがなるかどうかが注目された。

## 番付・星取表
| 東         | 成績    | 結果   | 番付   | 西       | 成績     | 結果 |
| ---------- | ------- | ------ | ------ | -------- | -------- | ---- |
| 白鵬       | 12勝3敗 |        | 横綱   | 日馬富士 | 15戦全勝 | 優勝 |
| 稀勢の里   | 10勝5敗 |        | 大関   | 鶴竜     | 8勝7敗   |      |
| 琴欧洲     | 10勝5敗 |        | 大関   | 琴奨菊   | 8勝7敗   |      |
| 豪栄道     | 8勝7敗  |        | 関脇   | 把瑠都   | 8勝7敗   |      |
| 栃煌山     | 8勝7敗  |        | 小結   | 松鳳山   | 4勝11敗  |      |
| 安美錦     | 9勝6敗  |        | 前頭1  | 妙義龍   | 7勝8敗   |      |
| 豊ノ島     | 6勝9敗  |        | 前頭2  | 旭天鵬   | 4勝11敗  |      |
| 豊響       | 5勝10敗 |        | 前頭3  | 魁聖     | 6勝9敗   |      |
| 臥牙丸     | 6勝9敗  |        | 前頭4  | 阿覧     | 7勝8敗   |      |
| 豊真将     | 15休    |        | 前頭5  | 勢       | 8勝7敗   |      |
| 栃ノ心     | 9勝6敗  |        | 前頭6  | 碧山     | 7勝8敗   |      |
| 髙安       | 12勝3敗 | 敢闘賞 | 前頭7  | 舛ノ山   | 4勝11敗  |      |
| 嘉風       | 7勝8敗  |        | 前頭8  | 千代大龍 | 10勝5敗  |      |
| 時天空     | 10勝5敗 |        | 前頭9  | 豪風     | 6勝9敗   |      |
| 北太樹     | 8勝7敗  |        | 前頭10 | 隠岐の海 | 8勝7敗   |      |
| 若の里     | 4勝11敗 |        | 前頭11 | 富士東   | 8勝7敗   |      |
| 佐田の富士 | 7勝8敗  |        | 前頭12 | 玉鷲     | 8勝7敗   |      |
| 大道       | 6勝9敗  |        | 前頭13 | 旭日松   | 4勝11敗  |      |
| 翔天狼     | 8勝7敗  |        | 前頭14 | 宝富士   | 9勝6敗   |      |
| 栃乃若     | 8勝7敗  |        | 前頭15 | 琴勇輝   | 6勝9敗   |      |
| 雅山       | 3勝12敗 |        | 前頭16 | 玉飛鳥   | 4勝11敗  |      |

## 優勝争い
横綱日馬富士は初日から好調で白星を並べていくが、白鵬は3日目に妙義龍に押し出されて8個目の金星を配給し、8日目終了時点で全勝は日馬富士ただ一人、1敗が白鵬と宝富士で、2敗が稀勢の里と平幕の高安、栃乃若が追う展開となった。
11日目に栃乃若が3敗に後退し、全勝の日馬富士、1敗の白鵬、2敗の稀勢の里と平幕の高安はいずれも勝ったため、全勝の日馬富士を1敗の白鵬、2敗の稀勢の里と平幕の高安が追う展開に変わった。
しかし12日目、白鵬が大関・琴欧洲に負けて2敗に後退し、1敗力士がいなくなり、日馬富士は全勝を守ったため、全勝の日馬富士を2敗で白鵬、稀勢の里と平幕の高安が追う展開となった。13日目は、全勝の日馬富士と2敗の稀勢の里の直接対決となり、日馬富士が送り出して全勝を守り、稀勢の里は3敗となり優勝争いから脱落した。
14日目は、白鵬と高安は2敗を守ったが、日馬富士が鶴竜を寄り切って横綱昇進後初となる、そして自身5回目の優勝を、14日目に決めた。千秋楽も白鵬を寄り切って、3度目の全勝優勝で締めくくった。
優勝次点は12勝3敗の白鵬と高安、三賞は殊勲賞と技能賞が該当者なしだったが、敢闘賞は12勝3敗の好成績を残した髙安が受賞した。

## 各段優勝･三賞
- 幕内最高優勝　日馬富士公平　15戦全勝（2場所ぶり5回目）
  - 殊勲賞　該当者なし
  - 敢闘賞　髙安　12勝3敗（初）
  - 技能賞  該当者なし
- 十両優勝　貴ノ岩義司　12勝3敗
- 幕下優勝　鬼嵐力　7戦全勝
- 三段目優勝　濱口航洋 7戦全勝
- 序二段優勝　阿夢露光大　7戦全勝
- 序ノ口優勝　玉皇力　7戦全勝

## トピック
- 7日目となる1月19日に元横綱大鵬が死去。72歳没。
- 大関復帰を目指した関脇・把瑠都は13日目に髙安に敗れて6敗目を喫し、大関復帰を逃した。[1]
- 高見盛が東十両12枚目の地位で5勝10敗と幕下陥落が確定的となり、現役引退を表明し、年寄・振分を襲名した。[2]